# Kawakami (Nara)
Pour les articles homonymes, voir Kawakami.
Kawakami (川上村, Kawakami-mura) est un village situé dans le district de Yoshino de la préfecture de Nara, au Japon. Les monts Shisuniwa, Ōtenjō et Azami se trouvent en partie sur son territoire.

## Géographie

### Démographie
Lors du recensement national de 2015, la ville de Kawakami comptait 1 313 habitants (52,7 % de femmes) répartis sur une superficie de 269,26 km2 (densité de population de 4,8 hab./km2). La population de Kawakami est en baisse de 62,3 % depuis 1985.